# Bossányi András (jezsuita)
Bossányi Bossányi András (Nagybossány, 1673. november 13. – Nagyszombat, 1730. november 19.) bölcsész, jezsuita rendi tanár.

## Élete
Tizenhat éves korában lépett a rendbe; miután bölcseletdoktor lett, a humaniorákat Nagyszombatban és másutt tanította. Miután elvégezte a teológiát, ezt is tanította. A lőcsei kollégium rektora volt három évig, majd Budára ment, aztán Rómába küldték, ahol a magyarok penitentiáriusaként működött. Miután visszatért hazájába, a nagyszombati rendház papnövendékeinek igazgatója, majd a kassai rendház rektora, a bécsi Pázmány-intézet igazgatója lett; végül Nagyszombatban hunyt el, ahol az ottani intézet főigazgatója volt.

## Művei
- Vaticinium felicitatis Josephi I. Tyrnaviae, 1698
- Gaudia inter luctus, seu increménta et vicissitudines societatis Jesu in Hungaria. Uo. 1708 (névtelenül, Horányi és Sommervogel ezen munkát neki tulajdonítják, mások Sigrait tartják szerzőjének)
- Responsa matris philosophiae filio philosopho recens manu misso data. Uo. 1710